# 샤페론 (단백질)
분자 생물학에서 분자 샤페론(Chaperone)은 큰 단백질이나 거대분자 단백질 복합체의 구조적 접힘이나 풀림을 돕는 단백질이다. 여러 종류의 분자 샤페론이 있으며, 모두 합성 중이나 합성 후, 그리고 부분 변성 후에 큰 단백질이 적절한 단백질 접힘을 갖도록 돕는 기능을 한다. 샤페론은 또한 단백질 분해를 위한 단백질의 전위에도 관여한다.
발견된 최초의 분자 샤프론은 접힌 히스톤과 DNA로부터 뉴클레오좀의 조립을 돕는 일종의 조립 샤프론이었다. 분자 샤페론의 주요 기능 중 하나는 잘못 접힌 단백질의 응집을 방지하는 것이다. 따라서 많은 샤페론 단백질은 열 스트레스에 의해 단백질 응집 경향이 증가하므로 열충격단백질로 분류된다.
대부분의 분자 샤페론은 단백질 접힘에 대한 입체 정보를 전달하지 않고 대신 폴리펩티드 사슬이 완전히 번역 (생물학)될 때까지 접힘 중간체에 결합하고 안정화함으로써 단백질 접힘을 돕는다. 샤페론의 특정 기능 모드는 표적 단백질과 위치에 따라 다르다. 샤페론의 구조, 동역학 및 기능을 연구하기 위해 다양한 접근법이 적용되었다. 대량 생화학적 측정을 통해 단백질 접힘 효율과 단백질 접힘 중에 샤페론이 존재할 때 응집 방지에 대한 정보를 얻을 수 있다. 단일 분자 분석의 최근 발전으로 인해 샤페론의 구조적 이질성, 접힘 중간체 및 구조화되지 않은 단백질 사슬과 구조화된 단백질 사슬에 대한 샤프론의 친화력에 대한 통찰력이 확보되었다.

## 같이 보기
- 샤페로닌
- 열충격단백질
- 프로테아좀
- 단백질 동역학